# Wohnhaus Schnoor 4

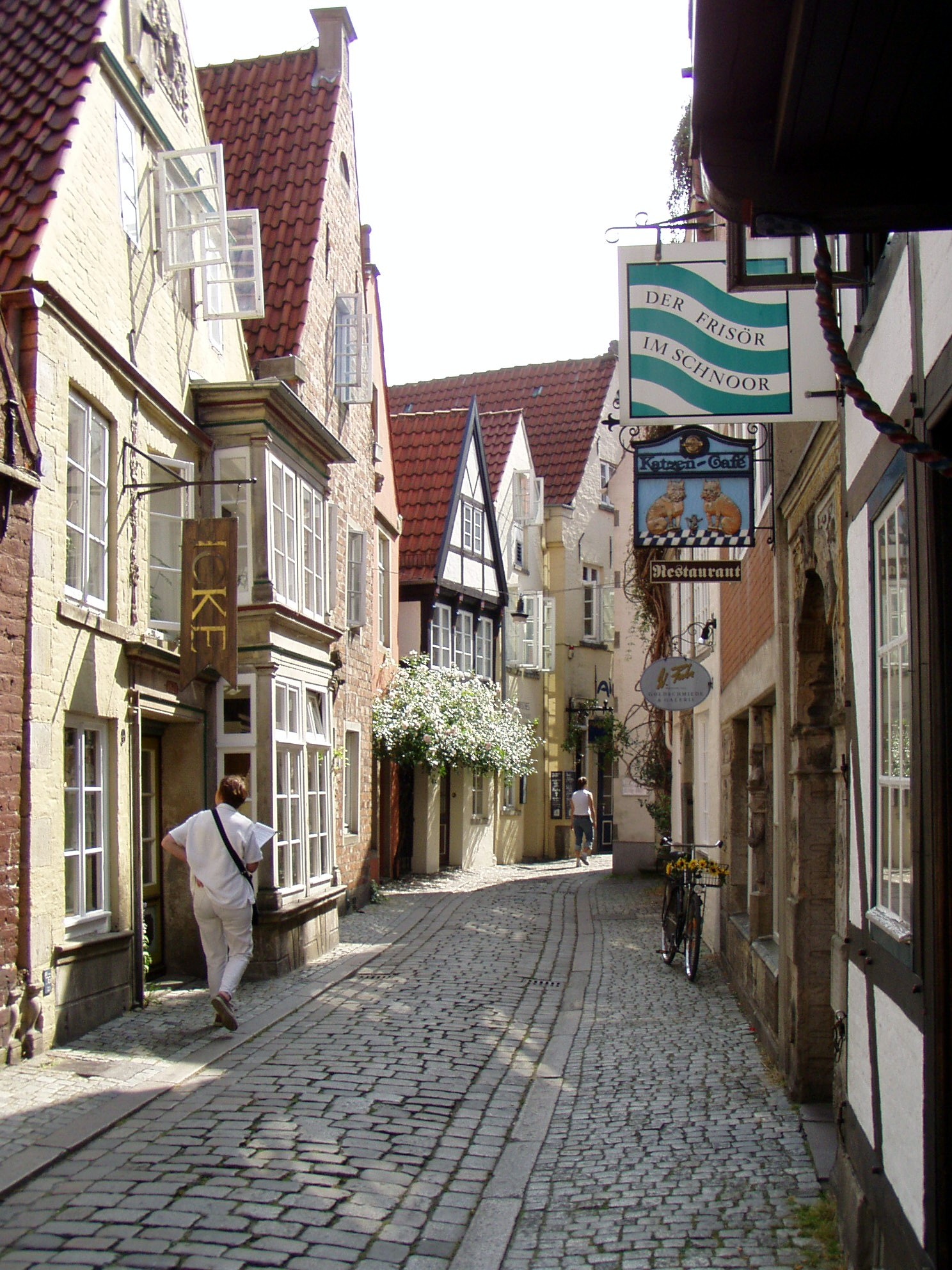
Schnoor Nr. 3 (hinten) bis 9 (vorne)

Das Wohnhaus Schnoor 4 befindet sich in Bremen, Stadtteil Mitte im  Schnoorviertel, Schnoor 4/Hinter der Balge 13. Es entstand um 1800.

Das Gebäude steht seit 1973 unter Bremer Denkmalschutz.

## Geschichte
Die ursprüngliche Bevölkerung des Schnoors bestand überwiegend aus Flussfischern und Schiffern. In der Epoche des Klassizismus und des Historismus entstanden von um 1800 bis 1890 die meisten oft kleinen Gebäude. Im weiteren Verlauf wurde es zum Arme-Leute-Viertel, das in weiten Bereichen verfiel – vor allem nach dem Zweiten Weltkrieg.
1959 wurde von der Stadt ein Ortsstatut zum Schutz der erhaltenswerten Bausubstanz beschlossen. Die Häuser wurden dokumentiert und viele seit den 1970er Jahren unter Denkmalschutz gestellt. Ab den 1960er Jahren fanden mit Unterstützung der Stadt Sanierungen, Lückenschließungen und Umbauten im Schnoor statt.
Das zweigeschossige, verputzte Giebelhaus mit einem Satteldach wurde um 1800 in der Epoche des Klassizismus gebaut. In den 1960er Jahren erfolgte eine Sanierung.

Heute (2018) wird das Haus zusammen mit Haus Schnoor 3 als spanisches Restaurant und zum Wohnen genutzt.
Der niederdeutsche Straßenname Schnoor (Snoor) bedeutet Schnur: Hier stehen die Häuser wie an einer Schnur aufgereiht. Der Name kam aber durch das Schiffshandwerk und der Herstellung von Seilen und Taue (= Schnur). 